# Leopold III., markgrof Austrije
Sveti Leopold III. (Melk, Austrija, 1073. – Beč, 15. studenoga 1136.), markgrof Austrije i rimokatolički svetac.

## Životopis
Rođen je oko 1073. godine kod Melka kao sin markgrofa Leopolda II. i Ide von Formbach-Ratelnberg, jedan od sinova zvao se Leopold IV. Bio je učenik biskupa Svetog Altmana iz Passaua. Godine 1106. oženio je Agnezu, kćerku cara Henrika V. S njom je Leopold imao osamnaestoro djece. Nakon smrti kralja Henrika V. raspada se salijski kraljevski rod te je Leopoldu III. ponuđena kraljevska kruna. Tu ponudu je on odbio. Do danas su sačuvane tri zgrade podignute njegovim dobročinstvima: samostani Klein-Mariazell, Heiligenkreuz te Klosterneuburg. Umro je u lovu 15. studenoga 1136., a sahranjen u samostanskoj crkvi u Klosterneuburgu. Papa Inocent VIII. proglasio ga je svetim 6. siječnja 1485. Svetac zaštitnik je Austrije, grada Beča i zajedno sa Svetim Florijanom zaštitnik savezne države Gornje Austrije. Spomendan mu je 15. studenoga. 